# Oliarus modica
Oliarus modica är en insektsart som först beskrevs av Walker 1857.  Oliarus modica ingår i släktet Oliarus och familjen kilstritar. Inga underarter finns listade i Catalogue of Life.